# Boommarter
De boommarter of edelmarter (Martes martes) is een klein, langwerpig, bruinharig roofdier. Hij weegt gemiddeld 1-2 kg, heeft een kop-romplengte van ongeveer 45 cm en een staart van zo'n 25 cm. Hij is wijdverspreid in westelijk Eurazië. Hoewel het dier een jager is, heeft hij een omnivoor dieet. De boommarter leeft in bossen van verschillende samenstelling, maar heeft zich in de afgelopen decennia verspreid naar bossteppe- en landbouwgebieden. In sommige gebieden wordt hij bejaagd, voornamelijk in de winter. In enkele landen is het aantal dieren in de 20e eeuw aanzienlijk afgenomen, maar op dit moment staat hij op de Rode Lijst van Bedreigde Soorten van de International Union for Conservation of Nature and Natural Resources als "Least Concern" (LC).

## Kenmerken

potloodtekening van Jos Zwarts

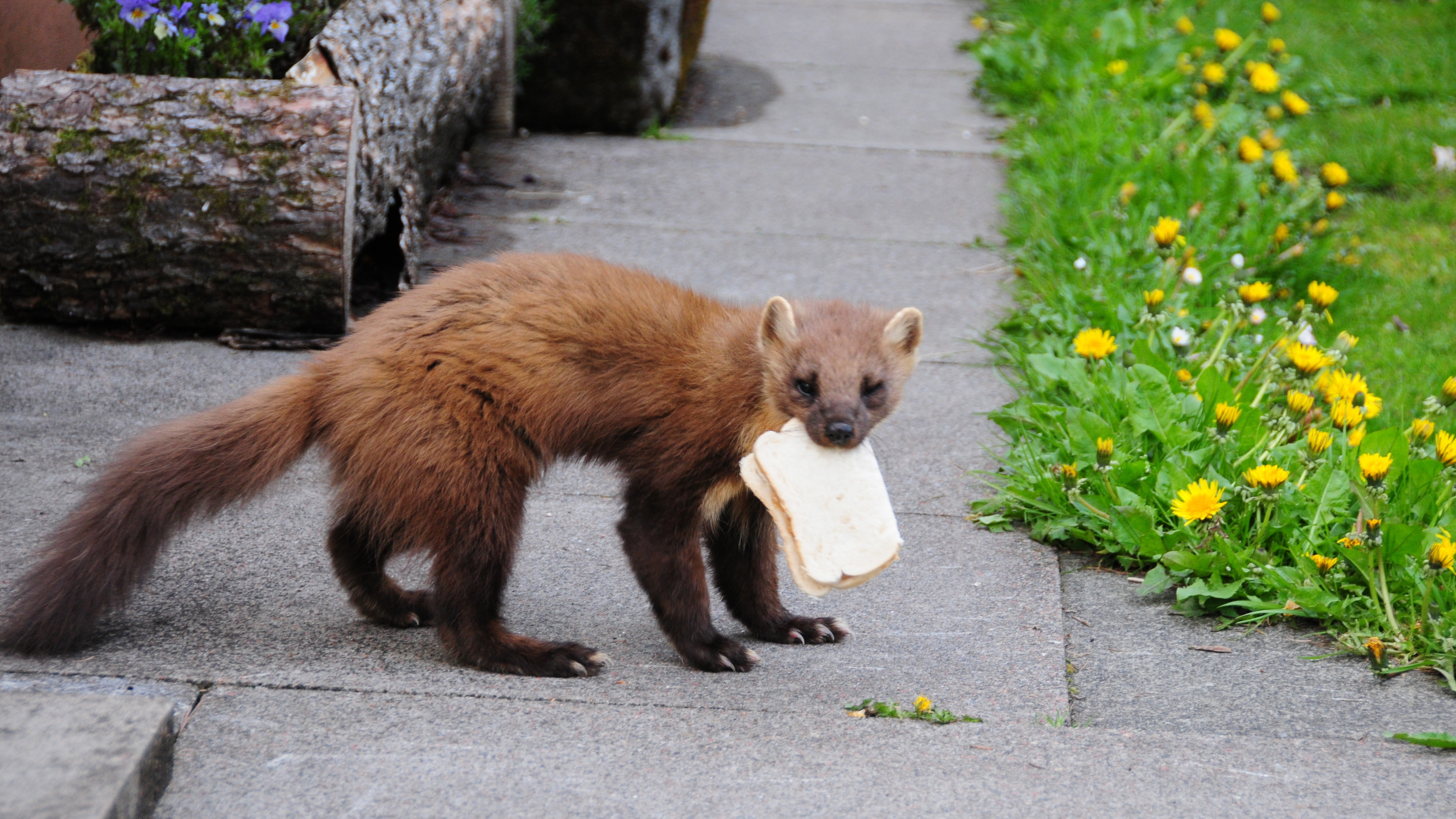
De boommarter loopt met een gekromde rug

De boommarter is een klein, vleesetend landzoogdier ter grootte van een huiskat. Hij heeft een langwerpig lichaam met een kleine driehoekige kop. Hij loopt op de voorvoet en heeft relatief korte poten met vijf vingers. De achterpoten zijn langer dan de voorpoten. Bij het lopen en springen is de rug omhoog gebogen. Het mannetje is 10-15% groter dan het vrouwtje. De grootte verschilt over het verspreidingsgebied, waarbij individuen in het oosten gemiddeld kleiner zijn dan die in het westen. Mannetjes wegen tussen 0,7 en 2,4 kg en de vrouwtjes van 0,6 tot 1,4 kg. Van neuspunt tot staartaanzet zijn de mannetjes tussen 38 en 57 cm en de vrouwtjes van 34,5 tot 50 cm. De staart van de mannetjes is 18,5 tot 30 cm, en die van de vrouwtjes tussen 17,5 en 28 cm. De lengte van de oren is bij de mannetjes 3 tot 5,4 cm en bij de vrouwtjes 3 tot 4,8 cm. De vacht van de boommarter is eenkleurig, maar kan per dier verschillen van lichtbruin tot kastanjebruin, vrijwel altijd met een oranje- tot lichtgele, zelden crèmekleurige of witte, langwerpige, soms naar achter verbrokkelende keelvlek. De staart is pluizig en dicht, meer dan de helft van de lichaamslengte en donkerder aan de punt. De vacht is vrijwel verstoken van grijze haren en glans. Het verschil in kleur van het lichaam en de kop is verwaarloosbaar. De zomervacht is donkerder dan de wintervacht. Boommarters met albino, melanistische of andere afwijkende vachtkleur worden zelden gevangen. Ongeveer 50% van de vrouwtjes heeft een donkere vacht, duidelijk meer dan bij de mannetjes met zo'n 30 %. De keelvlek van de boommarter strekt zich niet uit tot de voorpoten. Boommarters uit Sardinië hebben een oranjegele vlek, terwijl individuen in de Alpen en het noordelijke deel van het Italië een lichtgele vlek hebben. Slechts ongeveer 2,5% heeft helemaal geen keelvlek en minder dan 2% van de vlekken is wit. De neuspunt is donker of zwart. De bovenlip is dicht bezet met snorharen. De oren hebben een lichtgele rand. In de zomer zitten er 190–250 dekharen per 1.000 donsharen op de huid van de boommarter. Deze dekharen zijn 23–27 mm lang met een diameter van 100–150 μm en de donsharen zijn in die periode 11–12 mm lang en 15–16 μm in diameter. In de winter zitten er op de huid 63–83 dekharen per 1.000 donsharen. Die dekharen zijn 36–38 mm lang met een diameter van 75–90 μm, terwijl de winterdonsharen 22–22,5 mm lang en 14–14,5 μm in diameter zijn. De rui duurt van eind april tot begin juli in de lente en zomer en van augustus tot november in de herfst. De rui in de lente vindt eerst plaats op de kop en verschuift geleidelijk naar de staart. In de herfst is de volgorde omgekeerd. De voorjaarsrui begint in maart en duurt tot begin juni, en de herfstrui duurt van eind augustus tot begin november. De timing van de rui hangt af van de conditie en voeding van het individu, zijn leeftijd en het weer. De rui verloopt sneller in de herfst. In noordelijke delen van de verspreiding begint de voorjaarsrui 1-2 weken later dan in zuidelijke delen. De boommarter heeft zijn volledige wintervacht ongeveer 5 maanden en zijn zomervacht ongeveer 2 maanden. Volwassen vrouwtjes ruien sneller dan mannetjes, en minder goed gevoede individuen sneller dan dikke of zieke individuen. In het wild wordt de boommarter zelden 10 jaar of ouder. Het percentage individuen dat 6-7 jaar oud werd, was 5%, 7-8 jaar oud 3,5% en 10 of meer jaar oud 1,5%. In gevangenschap kan de soort tot 18 jaar oud worden. De boommarter heeft 19 paar chromosomen (2n=38).

### Ontwikkeling
De boommarter heeft een verlengde draagtijd. Na de bevruchting in de zomer verandert de blastocyste van 0,8-1,0 mm niet veel van grootte  tijdens de eerste 6-7 maanden van de zwangerschap. Aan het einde van de winter vóór de implantatie zijn de corpora lutea in de eierstokken ongeveer 1,2-1,3 mm, maar in maart groeien ze tot 1,7-1,8 mm. Bij de geboorte wegen boommarters 20-27 g. De gehoorgangen openen na 28-33 dagen en de ogen na 30-36 dagen. Jongen zijn bedekt met lichtgrijs jeugddons dat in een paar dagen grijsbruin wordt. Vanaf 40-45 dagen oud komen de hoektanden en snijtanden door. Jongen voeden zich 1,5 tot 2 maanden met moedermelk en gaan dan geleidelijk over op vlees. Jongen verlaten het nest als ze 37-40 dagen oud zijn. In juli, op de leeftijd van 10 weken, wegen jongen ongeveer 0,4 kg. De vrij snelle groei van de jongen gaat door tot de herfst, wanneer ze 0,6-0,7 kg bereiken (80% van het lichaamsgewicht van volwassenen), en ze uiterlijk nauwelijks te onderscheiden zijn van hun ouders. Rond deze tijd verlaat de moeder de jongen en worden ze onafhankelijk. Jonge boommarters ruien voor het eerst in september.

### Anatomie

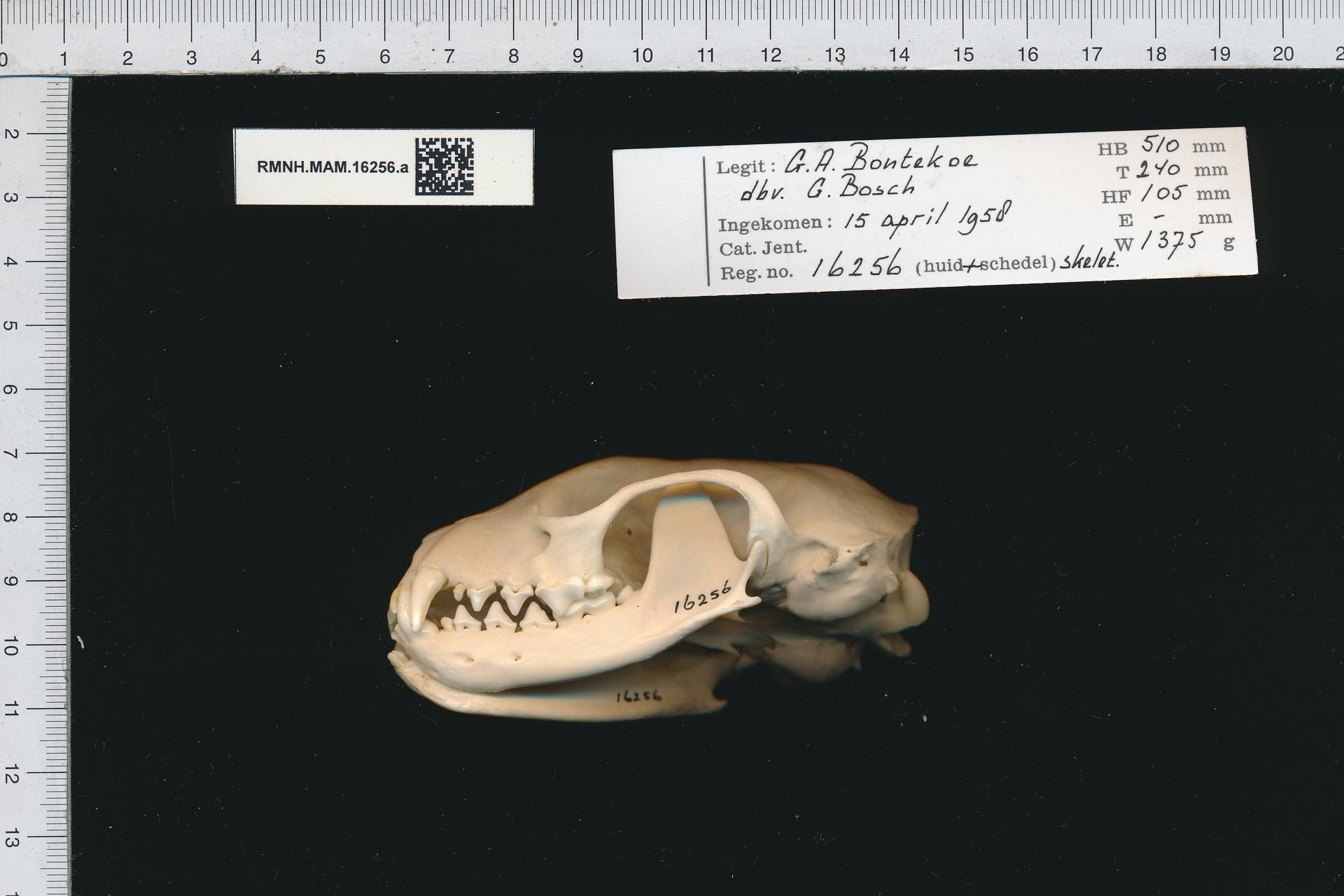
zijaanzicht schedel, onderkaakvensters zichtbaar

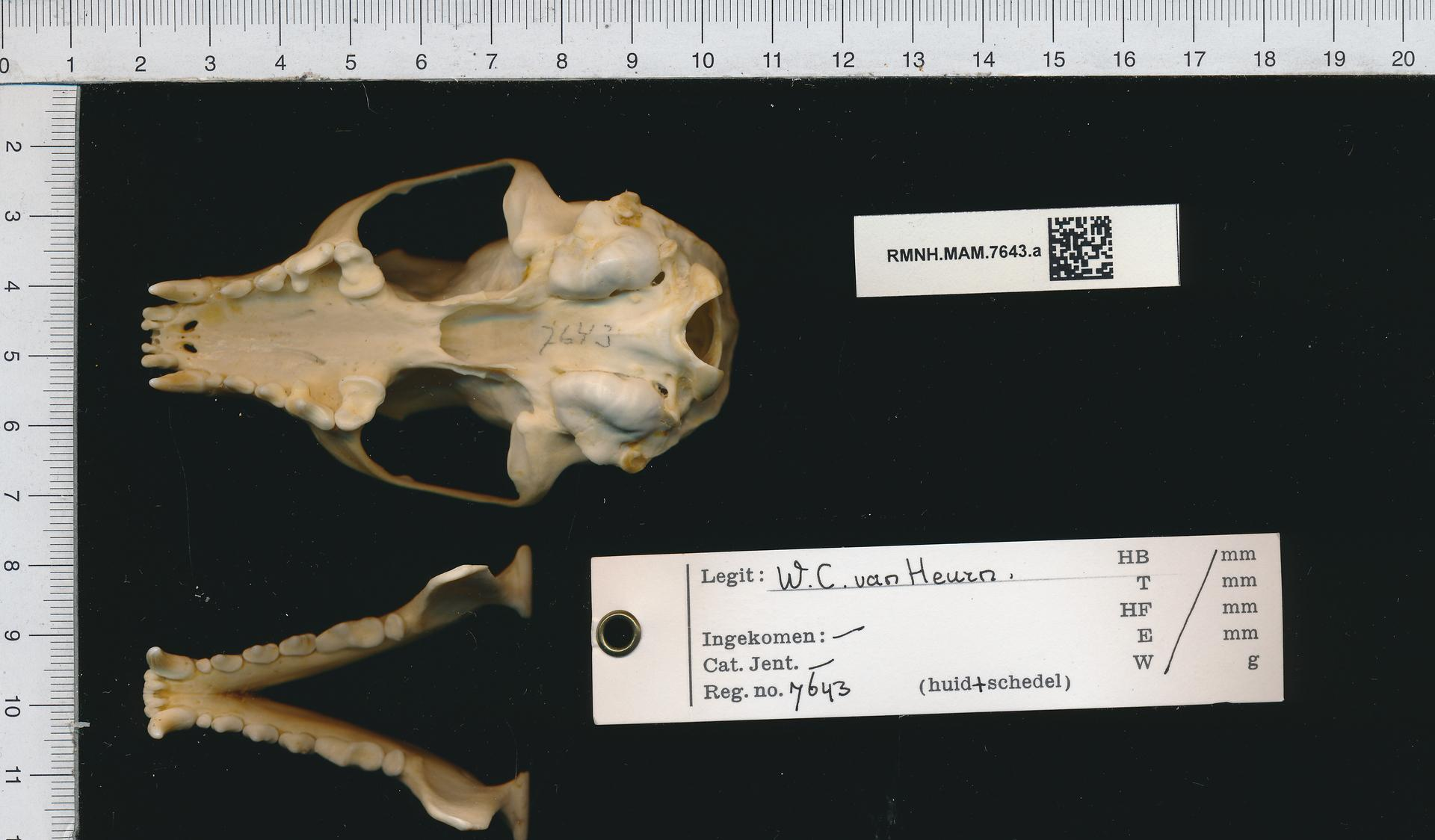
onderaanzicht schedel en bovenaanzicht onderkaak

Het gebit van de boommarter lijkt erg op dat van de sabelmarter en de Amerikaanse marter. De tandformule van de volwassen boommarter is 3.1.4.13.1.4.2 × 2 = 38, dat wil zeggen drie snijtanden, een hoektand, vier valse kiezen en een ware kies in elke helft van de bovenkaak, en drie snijtanden, een hoektand, vier valse kiezen en twee ware kiezen in elke helft van de onderkaak. De gemiddelde lengte van de bovenste tandrij bij mannetjes die gevangen werden in Oost-Duitsland was 30,5 mm en bij vrouwtjes 28,6 mm en de lengte van de onderste tandrij was 35 mm bij de mannetjes en 32,8 mm bij de vrouwtjes. Bij dieren uit Zweden was de gemiddelde lengte van de bovenste ware kies 6,5 mm bij mannetjes en 5,75 mm bij vrouwtjes, en de breedte was 8,6 en 7,9 mm. In een populatie in Polen is de lengte van de onderste kies 9,9 mm bij mannetjes en 9,0 mm bij vrouwtjes. De boommarter heeft De wervelkolom bestaat uit 7 nekwervels, 14 borstwervels, 6 lendenwervels, 3 heiligbeenwervels en 15-22 staartwervels, 45-52 in totaal. Het hart van de boommarter is niervormig, ligt tussen de 6e en 10e rib, en de punt is gericht op de linker heup. Het hart was tussen 8,5‰ en 9,75‰ van het lichaamsgewicht. De hersenen zijn relatief groot ten opzichte van andere marterachtigen met 18,5‰ van het lichaamsgewicht.

### Verschillen met verwante soorten
De boommarter lijkt in bouw erg op de sabelmarter, de steenmarter, de Amerikaanse marter en de Japanse marter. De vacht is weelderig en zacht, zonder de glans en grijsheid die kenmerkend zijn voor sabelmarter. De kleur van de boommarter is monotoon chocoladebruin, geelbruin tot lichtgeel, zelden donkerbruin. De kop heeft dezelfde kleur als de rug, terwijl de kop bij de sabelmarter en de Japanse marter lichter is en bij de Maleise bonte marter en de Nilgirimarter donkerder. De poten zijn bruin tot zwart, de vingertoppen zijn in de winter dicht behaard, net als bij de sabelmarter maar in tegenstelling tot bij de steenmarter, en de klauwen zijn beige. Een gele of licht oranje, langwerpige, slabvormige vlek komt bijna altijd voor op de hals die uitstrekt tot aan de basis van de voorpoten. Die vlek is zelden witachtig, zoals bij de steenmarter. De neuspunt is zwart, in tegenstelling tot de vleeskleurige neus van de steenmarter. De bossige staart van meer dan 19 cm bij vrouwtjes en 22 cm bij mannetjes is de helft tot twee derde van de lichaamslengte en heeft ongeveer dezelfde kleur als de rug, met pluizig haar en een doffe bruine tint. Het uiteinde is puntig. De kortere staart van sabelmarter van hooguit 17,2 cm bij vrouwtjes en minder dan 19 cm bij mannetjes, is hooguit half zo lang als het lichaam en heeft een stomp, rond uiteinde. Verschillende kenmerken van de schedel kunnen worden gebruikt om de boommarter te onderscheiden van de sabelmarter en de steenmarter. Vergeleken met de sabelmarter heeft de boommarter relatief langwerpige rotsbeenderen en is de afstand ertussen groter. Bij de boommarter heeft de rand van de gehemelteboog een duidelijke uitgroeisel, in tegenstelling tot bij de sabelmarter. De neusbeenderen hebben in tegenstelling tot die van de steenmarter een lichte vernauwing in het midden. In tegenstelling tot bij de steenmarter, is de afstand tussen de onderkaakvensters (twee depressies onder de valse kiezen in de onderkaak) bij de boommarter groter dan de diameter van de onderste hoektand. De lengte van de binnenste lob van de voorste ware kies is meer dan 70% van de breedte. De versmalling van de schedel voor de ogen van de boommarter is forser dan bij de steenmarter en de sabelmarter. Het penisbot van de boommarter is 39–46 mm, vertakt aan het uiteinde om daar een gesloten ring te vormen, terwijl het penisbot van de sabelmarter een gevorkt uiteinde heeft.

## Taxonomie

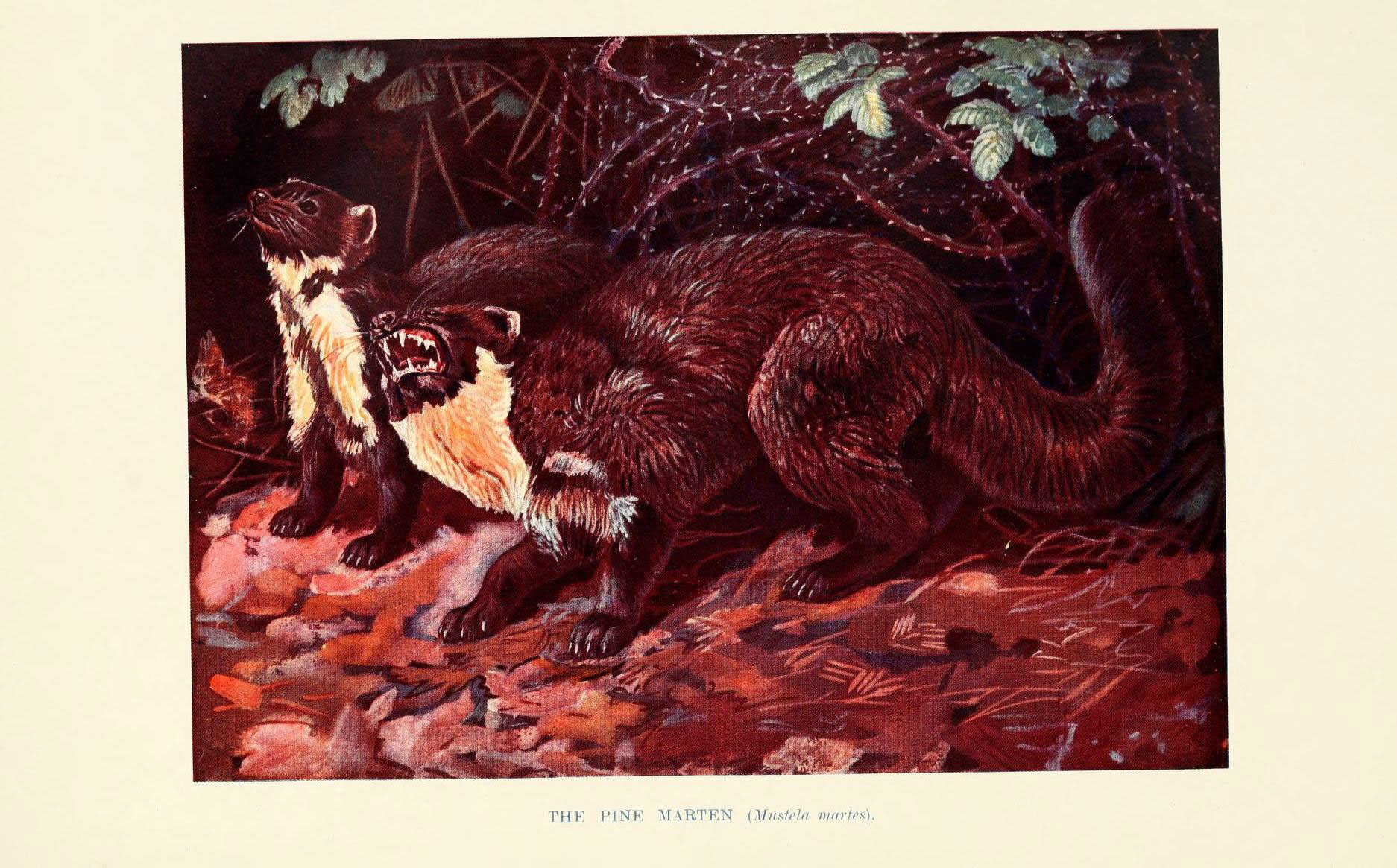
Illustratie uit: British mammals: an attempt to describe and illustrate the mammalian fauna of the British islands from the commencement of the Pleistocene period down to the present day, door Sir Harry Johnston (1903).

De boommarter is voor het eerst geldig voor de wetenschap beschreven door Carl Linnaeus in de 10e editie van zijn standaardwerk Systema naturae, gebaseerd op een collectie uit een oud bos in de omgeving van zijn nieuwe woonplaats Upsala. Hij gaf het dier de naam Mustela martes. De Duitse natuurhistoricus Lorenz Oken noemde de soort in 1816 Mustela sylvestris, maar deze naam is niet beschikbaar. In 1827 bracht de Engelse advocaat en natuurliefhebber Edward Griffith het dier onder in een nieuw geslacht en creëerde de naam Martes vulgaris. De Zweedse zoöloog Sven Nilsson maakte in 1847 de nieuwe combinatie Martes sylvatica. De combinatie Martes abietum werd in 1865 gemaakt door John Edward Gray. De Britse militair Gerald Edwin Hamilton Barrett-Hamilton meende in 1904 dat exemplaren van Sardinië zodanig afwijken dat ze een afzonderlijke ondersoort vormen die hij Martes martes latinorum noemde. In 1912 vond Filippo Cavazza ook de boommarters uit zuidelijk Italië afwijken en waarvoor hij de combinatie Martes martes var. notialis voorstelde. Sergej Ognjov meende in 1926 dat dieren uit de Russische provincies Koeban en Moskou elk tot een eigen ondersoort behoren en stelde de namen Martes martes lorenzi en Martes martes ruthena voor. In 1941 volgde Boris Alexandrovitsj Koeznetsov met de naam Martes martes ruthena borealis voor dieren uit de provincie Arkhangelsk en Martes martes uralensis voor dieren uit de zuidelijke Oeral. Nikolay Alekseyevitsj Bobrinski stelde de combinatie Martes martes borealis voor in 1944. In 1947 beschreef Pjotr Borisevitsj Jurgenson Martes martes sabaneevi van de Petsjora rivier in het noordelijke Oeral-gebergte. Alcover, Delibes, Gosálbez, en Nadal meenden in 1986 dat de boommarters op het Spaanse eiland Menorca zoveel afwijken dat ze daarvoor de ondersoort Martes martes minoricensis in het leven riepen. I.Y. Pavlinov en O.L. Rossolimo vervingen in 1987 de onjuiste naam Martes martes ruthena borealis van Koeznetsov uit 1944 door Martes martes kuznetsovi. Aangezien de oudste beschikbare soortnaam moet worden gebruikt en het bij dieren is toegestaan dat geslachtsnaam en soortnaam identiek zijn, is de juiste wetenschappelijke naam van de boommarter Martes martes.
De boommarter wordt gerekend tot de orde Carnivora, familie Mustelidae, onderfamilie Mustelinae, stam Mustelini, geslacht Martes, ondergeslacht Martes. Er worden momenteel geen ondersoorten erkend.

### Verwantschap
Onderzoek naar de verwantschap op basis van vergelijking van homoloog DNA heeft meer inzicht in de verwantschap van de boommarter gegeven. De boommarter is het nauwst verwant aan de sabelmarter.

## Voedsel en gedrag
De boommarter is een behendig, onvermoeibaar en sterk roofdier met een uitstekend gehoor en goed ontwikkelde jachtvaardigheden, waardoor hij met succes prooien kan vinden op basis van geluid en geur. De boommarter beweegt zich voornamelijk voort in kleine sprongen van 65–70 cm lang, maar bij het ontsnappen kan hij tot 3–4 m over de grond en in bomen springen. Volwassen dieren kunnen een jachthond op afstand gemakkelijk ruiken en zich ervoor verstoppen. Jongen ontsnappen in bomen of verstoppen zich in schuilplaatsen. De boommarter is voornamelijk in de schemering of 's nachts actief. In de zomer laten ze zich ook overdag zien. Meestal zijn dit een moeder met haar jongen. In hun woongebied hebben boommarters meerdere holen. Ze maken hun slaap- en broednesten bij voorkeur in boomholtes. Bij gebrek aan boomholtes wijken de dieren uit naar verschillende alternatieven zoals verlaten nesten van andere dieren, holtes en spleten in rotsen, steenhopen of muren, holtes tussen de boomwortels van staande of omgevallen bomen, onder takkenhopen of houtstapels, in schuurtjes, huizen en lang stilstaande voertuigen. Ze gebruiken ook speciaal gebouwde nestkasten. en een enkele keer verblijven ze zelfs op zolders en in dassenburchten. In het extreme noorden van zijn leefgebied, waar het 's winters vrij koud kan worden, graaft hij een hol onder de sneeuw. Hij is in die gebieden 's winters vooral overdag actief. De steenmarter vermijdt contact met mensen.

### Voortplanting
De boommarter markeert en patrouilleert regelmatig zijn territorium, vooral op de grenzen met aangrenzende territoria en tijdens het voortplantingsseizoen. Het territorium wordt gemarkeerd met urine en soms ontlasting. Afscheidingen van buikklieren worden aangebracht door de wrijven of met het achterlijf te schuiven. Markeringsgedrag wordt vaker gebruikt door mannetjes dan door vrouwtjes. Markeren met afscheidingen van anaalklieren of klieren in de voetzolen is twijfelachtig. In het wild paart één mannetje met één vrouwtje. Vrouwtjes hebben 1–4 bronstperioden met een tussenpoos van 7 tot 12 dagen binnen één paarseizoen. Het mannetje bijt het vrouwtje actief tijdens de paring, waardoor er een wond op haar achterhoofd ontstaat. Zodra de jongen geboren zijn, kan het vrouwtje het nest in mei en juni niet voor langere tijd verlaten. In die tijd zorgen de vrouwtjes voor de jongen die bescherming en voeding nodig hebben. Het mannetje deelt waarschijnlijk evenveel in het grootbrengen van de jongen en het is opgemerkt dat de jongen verborgen zaten in bomen, rotsspleten en grotten, altijd op een veilige, afgelegen plek die het mannetje had uitgekozen. Boommarters leven in paren van het begin van de winter tot laat in de zomer aan het einde van het paarseizoen en zijn daarna alleen tot de winter begint. Het paarseizoen van de boommarter is van eind juni tot half augustus, afhankelijk van de locatie. De eisprong wordt uitgelokt door paring. In het wild in Midden-Duitsland vindt de paring plaats tussen half juni en eind juli, de draagtijd duurt 240-286 dagen en de geboortes vonden plaats in maart en april. Tijdens het tweede levensjaar wordt 10-45% van de vrouwtjes vruchtbaar. Tot 10% van de volwassen vrouwtjes van twee jaar of ouder plant zich niet voort. De uitzonderlijke eigenschap van de boommarter dat de eierstok zich in de eileider bevindt, sluit buitenbaarmoederlijke zwangerschappen uit. Nesten bestaan uit een tot vier jongen met een gemiddelde van drie. Na de geboorte blijven vrouwtjes de eerste 2 dagen in het nest, en verlaten hun nesten vervolgens ongeveer 5-10% van de dag gedurende de rest van de eerste week, 30% van de dag van de tweede week tot 1 maand, en 40% van de tijd daarna. De sterfte van jongen terwijl ze in het nest zitten, wordt geschat op 25%.

### Predatoren en concurrenten

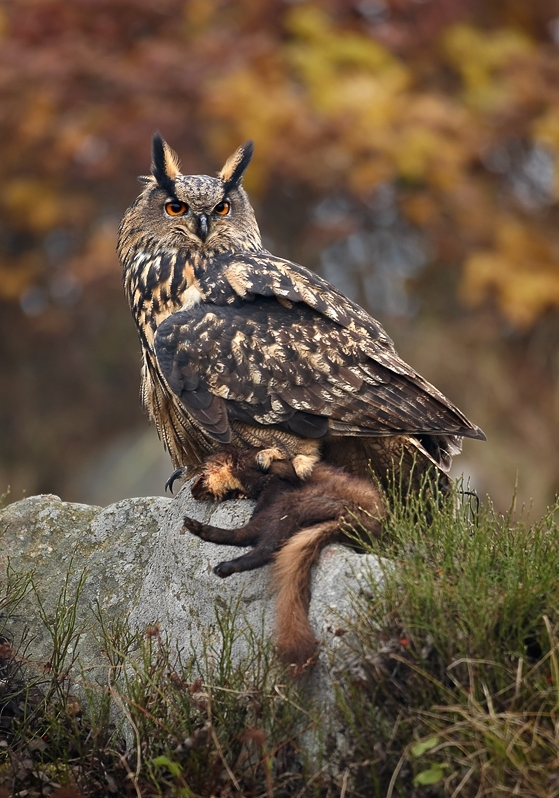
Oehoe heeft boommarter gegrepen

Potentieel gevaarlijke roofdieren van de boommarter die de populatiegrootte kunnen beïnvloeden, zijn zeldzaam, hoewel de vos een factor kan zijn in de afname van de boommarterpopulatie in Zweden. Boommarters, met name jonge dieren, worden soms aangevallen door veelvraat, Euraziatische lynx, vos, wolf, verwilderde honden en wilde kat. Vogels die boommarters aanvallen, zijn oehoe, havik, steenarend, sperwer, zeearend, Laplanduil, oeraluil en sperweruil. Volgens jagers wordt de soort ook belaagd door de bruine beer, wasbeerhond en raaf. Concurrenten voor voedsel zijn onder meer rode vos, wasbeerhond, steenmarter, sabelmarter, bunzing, de Siberische wezel, andere marterachtigen, civetkatten en vruchtenetende vogels.

### Voedsel

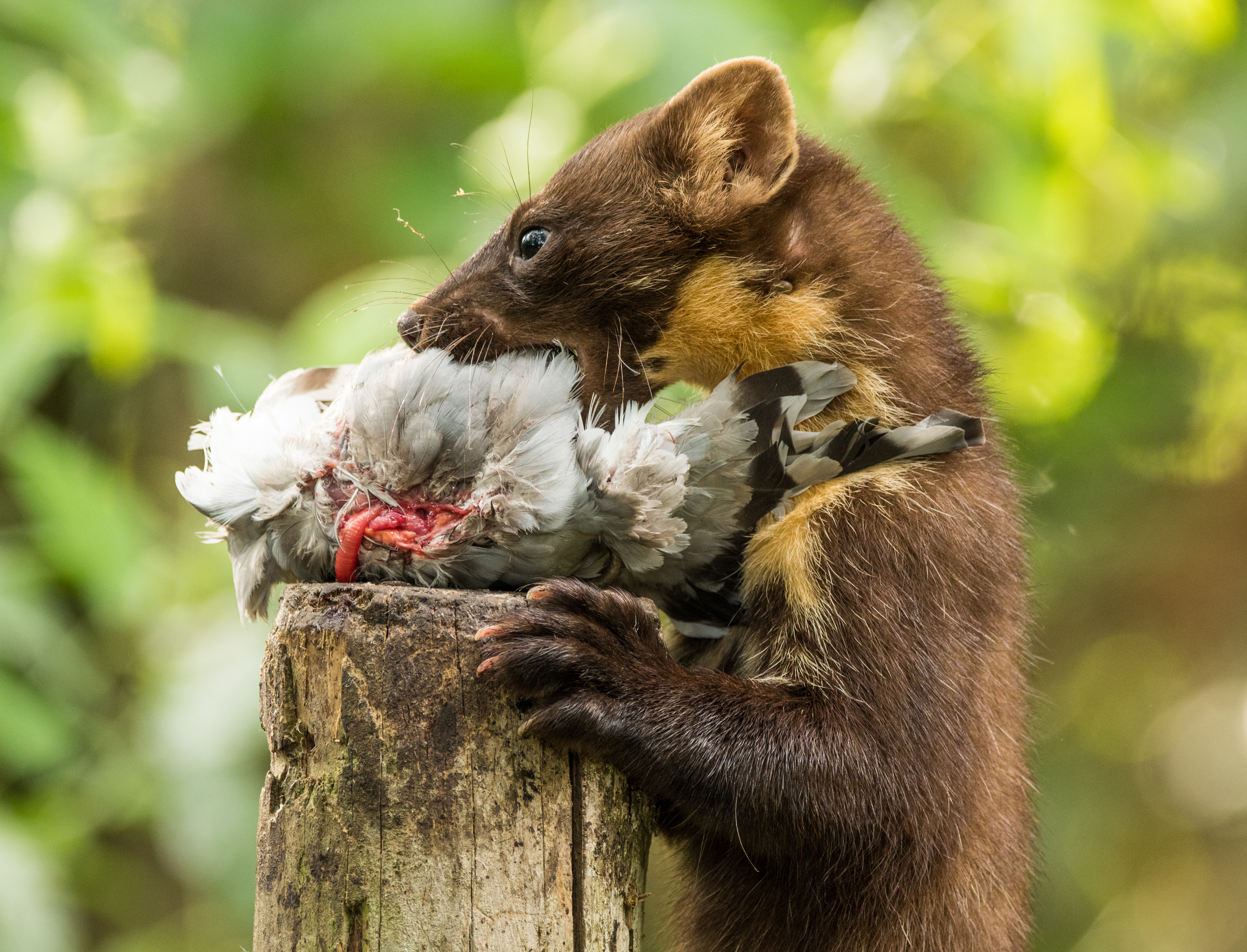
boommarter met prooi

De boommarter is een alleseter en bijna iedereen beschouwt hem als een niet-kieskeurige opportunist. Het dieet varieert met de beschikbaarheid van verschillende soorten voedsel. Kleine zoogdieren, vooral de rosse woelmuis, domineren het dieet van de boommarter en vormen 47% van alle prooi in de winter en 42% in de zomer. Plantaardig voedsel, met name bessen, vertegenwoordigt 16% in de winter en 21% in de zomer. Vogels hebben een aandeel in het dieet van 15% in de winter en 13% in de zomer. Middelgrote zoogdieren dragen 10% bij in de winter en 4% in de zomer, en ongewervelden 5% en 15%. Insecten en plantaardig voedsel tijdens de winter hebben een groter aandeel in het zuiden dan in het noorden. Kleine zoogdieren en sappig fruit overheersten in het dieet van het vasteland van Cantabrië, terwijl op het eiland Menorca daarnaast vogels en insecten ook in ongeveer gelijke mate worden gegeten. Plantaardig voedsel is op de Balearen en Menorca in de winter dominant met respectievelijk ongeveer 55% en 70%. Andere studies tonen het belang van kleine zoogdieren in het winterdieet van boommarters in West-Europa. Het aandeel van plantaardig voedsel, voornamelijk bessen, in het winterdieet varieert van 27% in Noorwegen tot 45% in Zwitserland. In het oostelijke deel van Europa wordt er de meeste jaren in de winter juist weinig bessen gegeten, met uitzondering van mastjaren bij de lijsterbes die elke 2-4 jaar plaatsvinden. In de Oeral worden 's winters ook veel dennenzaden gegeten. Vogels, grote en middelgrote zoogdieren, ongewervelden, amfibieën en reptielen hebben meestal een beperkte aandeel in het dieet.

## Verspreiding, leefgebied en bescherming
De boommarter leeft in volwassen naald-, loof- en gemengde bossen in de gematigde zone van centraal en westelijk Eurazië, van de Atlantische Oceaan tot de uitlopers van het Altajgebergte. Het gebied waar de boommarter voorkomt, beslaat ongeveer 11 miljoen km² van het westelijke Palearctisch gebied: bijna heel Europa, de Kaukasus, Klein-Azië, Iran en een deel van West-Siberië. De boommarter is wijdverspreid met slechts enkele geïsoleerde populaties. Tot deze laatste behoren (behalve eilanden) de populatie in Wales en die in de benedenloop van de rivier de Oeral (regio Atıraw, Kazachstan). De boommarter is te vinden op hoogtes tot ongeveer 2.300 m in de Pyreneeën, Spanje en de Kaukasus.Bijna de helft van het verspreidingsgebied bevindt zich in Rusland, met een oppervlakte van 5 miljoen km². Het verspreidingsgebied meet 6.800 km van oost naar west en 4.600 km van noord naar zuid.
De boommarter is inheems in oostelijk Albanië, Armenië, Oostenrijk, noordelijk Azerbeidzjan, Wit-Rusland, zuidelijk België, Bosnië en Herzegovina, Bulgarije, Kroatië, Tsjechië, Denemarken, Estland, Finland, Frankrijk, Georgië, Duitsland, noordelijk Griekenland, Hongarije, Iran, Ierland, Italië inclusief Sardinië en Sicilië, Kazachstan, Letland, Liechtenstein, Litouwen, Luxemburg, Moldavië, Montenegro, Nederland, Noord-Macedonië, centraal en zuidelijk Noorwegen, Polen, noordelijk Portugal, Roemenië, de Russische Federatie, Servië, Slowakije, Slovenië, noordelijk Spanje, Zweden, Zwitserland, Turkije, Oekraïne en Schotland, noordelijk Engeland en noordelijk Wales. De soort is met succes geïntroduceerd op de Balearen.

### Leefgebied
De boommarter leefde oorspronkelijk in gesloten naald-, loof- en gemengde bossen in het laagland in de bergen van de Atlantische Oceaan tot West-Siberië en van Scandinavië tot Iran. In het zuiden en noorden valt de verspreiding samen met de grenzen van de boszone. Het optimale leefgebied zijn bossen met een dichte ondergroei. Tot zo'n 50 jaar geleden werd het leefgebied van de boommarter steeds kleiner als gevolg van boskap en fragmentatie van het landschap. Bosfragmenten van slechts ongeveer 2 km² zijn echter groot genoeg om een gebied te bevolken. Maar inmiddels is de soort minder kieskeurig en heeft zich uitgebreid naar landbouwgebieden en bossteppes. De verspreiding is ook uitgebreid in het oosten, in West-Siberië en het Altaj-gebergte. In de afgelopen decennia hebben boommarters zich verspreid in de Koergan-bossteppe, de Koeloenda-steppe en de Altaj-bosgordel. Mogelijk zullen de verspreidingsgebieden van de boommarter en de sabelmarter elkaar in het Altajgebergte gaan overlappen en kan hybridisatie optreden.
De dichtheid waarin boommarters voorkomen verschilt, is afhankelijk van de geschiktheid van het leefgebied en wisselt gedurende het jaar. Dichtheden tussen een exemplaar per 3 km² en een exemplaar per 20 km² zijn vastgesteld.

### Bedreigingen en bescherming
De boommarter is geclassificeerd als "veilig" op de Rode Lijst van de IUCN. Hij is relatief talrijk in het grootste deel van zijn geografische verspreidingsgebied en wordt bejaagd en gevangen vanwege zijn vacht. Hij is geclassificeerd als "Kwetsbaar" in Albanië, Schotland, Italië, Bulgarije en Nederland, "Bedreigd" in Denemarken, Portugal, Spanje, Hongarije en Kazachstan. In Engeland en Wales is de boommarter geclassificeerd als "met uitsterven bedreigd". In veel landen wordt hij beschermd in nationale en lokale reservaten en nationale parken.
Onbedoelde introducties van de verwante Amerikaanse marter vonden plaats in Engeland, toen enkele exemplaren ontsnapten uit fokboerderijen. Het genetische materiaal van de boommarterpopulatie in Engeland draagt een herkenbaar spoor van de Amerikaanse marter dat op hybridisering terug te voeren is.
De belangrijkste factoren die het voortbestaan van van de boommarter negatief beïnvloeden, zijn ongecontroleerde jacht en houtkap van gesloten naaldbossen, wat leidt tot fragmentatie van leefgebieden en verlies van contact tussen populaties. De ontwikkeling van menselijke transportnetwerken creëert nieuwe barrières en veroorzaakt de dood van voornamelijk jonge dieren en jaarlingen op wegen. Dergelijke netwerken verhogen ook het risico op predatie door grotere carnivoren en roofvogels. Niettemin impliceert het grote verspreidingsgebied en de over het algemeen goede dichtheid van de boommarter dat deze momenteel veilig is.

## Relaties met de mens
In Groot-Brittannië wordt de boommarter ingezet voor het bestrijden van de exoot de grijze eekhoorn. Doordat die trager is dan de inheemse rode eekhoorn, krijgt de rode de kans om zich weer te verspreiden, terwijl die door de komst van de grijze bijna was uitgestorven. De boommarter is relatief talrijk in het grootste deel van zijn verspreidingsgebied en wordt bejaagd en gevangen vanwege zijn vacht. In de meeste landen is de jacht seizoensgebonden en is gebonden aan quota. Meestal valt het jachtseizoen in de winter, wanneer  het bont het warmst is. De boommarter is het meest waardevolle pelsdier in Europese landen en de tweede na de sabelmarter in Rusland. In de jaren 1960 werden er jaarlijks 60.000-100.000 boommarterhuiden geveild die in de Sovjet-Unie gevangen waren, en 20.000-30.000 in de rest van Europa, voornamelijk Duitsland, Noorwegen en Zweden. In 2016-2020 werden huiden van wilde boommarters verkocht voor $ 50-70. De meeste huiden worden door de jagers zelf gebruikt om kleding van te maken. Sommige populaties zijn overbejaagd en de aantallen zijn afgenomen in Groot-Brittannië en Denemarken. Rond 1900 werd gepoogd de soort te telen, maar doordat men niet doorhad dat de paartijd al in de zomer is, was dat in eerste instantie moeizaam. Boommarters worden inmiddels nauwelijks meer gehouden omdat er voldoende aanvoer van bont is door de jacht en omdat het bont veel minder gewild is dan dat van de sabelmarter.

### Nederland
Het dier is in Nederland in het verleden sterk vervolgd. Ook is het areaal waarin de boommarter leeft versnipperd geraakt. Door de ontwikkeling van ecologische verbindingszones en een natuurlijker beheer van bossen kon de boommarter weer in aantal toenemen. Dit werd onder andere afgemeten aan het aantal verkeersslachtoffers.

### Vlaanderen
Over de verspreiding van de boommarter in Vlaanderen is weinig bekend. In de Antwerpse Kempen was hij tot 2007 al tientallen jaren niet meer gezien. In dat jaar werd een gewond exemplaar aangetroffen in het centrum van Kalmthout. Vermoedelijk was het dier afkomstig van de Kalmthoutse Heide. Sinds de jaren 1980 worden boommarters waargenomen in het Meerdaalwoud. Vermoed wordt dat de soort zich ook in het Houtland en nabij Sinaai voortplant.
In 2012 werd een boommarter in de Makegemse bossen in Merelbeke waargenomen. Eind 2015 werden twee boommarters gezien in het Kravaalbos te Meldert.
In 2018 werd er een boommarter gezien op beelden van een wildcamera in de Kempense gemeente Merksplas in de bossen van het Bloksgoor. In 2019 werden beelden vrijgegeven van een boommarter die 's nachts gefilmd werd in het Zoniënwoud, aan de grens tussen Vlaanderen, Wallonië en het Brussels gewest. In 2020 werd een boommarter vastgelegd met een wildcamera in het Heverleebos.

## Onderzoek

### Nederland
Sinds 1992 is de 'Werkgroep Boommarter Nederland' (WBN) actief. Deze houdt zich bezig met onderzoek aan- en inventarisatie van de in Nederland aanwezige boommarters. De activiteiten richten zich op zowel de totale populatie als op individuele exemplaren. Het veldwerk wordt gedaan door vrijwilligers en enige professionals. Naast het uitvoeren van tellingen doet men moeite voor het in kaart brengen van geschikte leefgebieden en het bevorderen van goede leefomstandigheden. De werkgroep is onderdeel van de Zoogdiervereniging VZZ.

### Vlaanderen
In april 2013 bracht het 'Instituut voor Natuur- en Bosonderzoek' (INBO) een rapport uit over de toestand van marters. Hoewel het onderzoek zich voornamelijk richt op de steenmarter bevat het document ook veel informatie over de boommarter.